# メディアフォレスト
メディアフォレストは、かつて存在した日本のアダルトビデオメーカー。

## 概要
2005年12月8日に設立される。
メディアフォレストの特徴として、電マ物がある。電マ物とは市販の電動マッサージ機を用いて、女性の性器にバイブ替わりに当てる行為を指す。通常は前戯として短い時間しか当てないが、メーカーの特徴としてかなり長時間当てるため、既存の電マ物と女性の反応がまるで違う。そのため、短期であるにもかかわらず、売上を伸ばしている。
監督は兼慎という電マ物を撮らせたら日本一の映像作家。
社長は、ゆらたくぞうという監督名で主に逆拷問シリーズを普及させ、アダルトビデオに新しいジャンルを確立。逆拷問とは、男性が女性にいじめられる、新手のSM行為である。

## 作品
- 『絶対M女!? 突然の電マ失礼します』(監督:ゆらたくぞう、下田剣真)
- 『電マで失神! 絶対M女!? Part2』(監督:ゆらたくぞう、下田剣真)
- 『電マで失神! 絶対M女!? Part3』(監督:ゆらたくぞう、下田剣真。出演:柏木はる、安藤美緒、森田ゆかり、のむらゆめ、藤野宏美、稲葉夕輝)

## メディア紹介
- 『AV FREAK (フリーク) 』2007年 08月号
- 『肉感美人恋縄日記』(マイウエイムック)